# Niebla Terrigena
La Niebla Terrigena es una sustancia ficticia que aparece en los cómics estadounidenses publicados por Marvel Comics. Aparece especialmente en las historias que presentan a los Inhumanos, una raza ficticia de superhumanos.

## Historia
La Niebla Terrigena es un mutágeno natural, que surge como un vapor de los Cristales de Terrigen, que son capaces de alterar la biología inhumana. Las Nieblas fueron descubiertas por el genetista inhumano Randac hace aproximadamente 25,000 años. Se sumergió en las Nieblas y obtuvo poderes mentales comparables a los Eternos. A veces los sujetos mutados adquieren habilidades sobrehumanas; Medusa, Black Bolt y Kamala Khan son tres ejemplos de esto.
Sin embargo, en el pasado, la exposición incontrolada a las Nieblas (debido en parte a que Randac deseaba que todos los Inhumanos se sometieran a un tratamiento de Terrigen o Terrigenesis) mutó a la mayoría de la población Inhumana en monstruos horriblemente deformados. Después de siglos de eugenesia y control de la natalidad, los Inhumanos lograron mitigar el daño genético y cultivaron un uso más responsable de las Nieblas de Terrigen. La práctica que desarrollaron fue permitir que solo las muestras genéticamente perfectas experimentaran las mutaciones aleatorias provocadas por las Nieblas. Su teoría era que el cribado genético podría evitar el riesgo de mutaciones horribles y animales en un individuo. Sin embargo, hay ejemplos en todo el canon de los Inhumanos donde un Inhumano expuesto se convirtió en un retroceso evolutivamente inferior, a veces sin sentido y descentrado. El término Alpha Primitivos fue acuñado para estos desafortunados parias de la sociedad Inhumana, que durante siglos se convertirían en el ganado reproductor de una raza de esclavos. Resentimiento en este sistema de castas a veces surge, y los Alpha Primitivos han intentado derrocar a sus gobernantes en múltiples historias, a menudo como resultado de la manipulación por parte de un tercero.

## Usos

### Uso por personas no inhumanas
Desde la introducción de las Nieblas de Terrigen, los habitantes del universo de Marvel Comics han creído que las Nieblas de Terrigen eran tóxicas para el Homo sapiens regular.
Cuando el mutante depurado Quicksilver se sometió a la Niebla, ganó la capacidad de viajar en el tiempo como una mejora aguda de su anterior súper velocidad. Luna, la hija mitad humana de Quicksilver, adquiere habilidades psíquicas de la Niebla, lo que le permite ver las auras emocionales que emanan de las personas.
También se muestra en esta serie que los mutantes desmovilizados, si se exponen a las Nieblas de Terrigen, obtienen una versión incontrolable de sus poderes anteriores. Por ejemplo, las Nieblas restablecen los sentidos hiperagudos de Calisto, pero todos los estímulos amplificados la hacen caer en coma. Sin embargo, el efecto es solo temporal ya que los poderes se desvanecen después de un corto tiempo. Al final de la serie Son of M, el gobierno de EE. UU. Confisca los Cristales Terrigen lanzados por Quicksilver, lo que lleva a Black Bolt a declarar la guerra a los Estados Unidos como se ve en la historia de Guerra silenciosa. Otros efectos secundarios de las Nieblas de Terrigen que se usan en mutantes incluyen la esterilización y matarlos lentamente.

### Uso en la Guerra Silenciosa
El uso en mutantes desprovistos de X-Cell proporcionó momentos de poderes renovados pero luego los hizo explotar. El uso en Marines estadounidenses en la Guerra silenciosa también demostró que las brumas, al tiempo que proporcionan poderes temporales a los seres humanos que están seguros de su propósito, también causan una muerte segura. El Inhumano Gorgon fue sometido a una segunda exposición mientras estuvo encarcelado, lo que aumentó su fuerza, pero posiblemente bajó su intelecto.
Los Inhumanos han introducido las Nieblas de Terrigen al Kree para promover su evolución. Además, han planeado usar la Declaración del Destino, o la T-Bomba, que propagaría las Nieblas por todo el universo, convirtiendo a todos los seres vivos en Inhumanos, lo que para el grupo principal generaría la igualdad y el fin de la guerra.

### Usar en Infinito e Inhumanidad
Durante el final de la historia de "Infinity", la Bomba de Terrigen fue detonada en la atmósfera de la Tierra durante la lucha de los Inhumanos con Thanos. Esto hizo que cualquiera que fuera descendiente de un Inhumano desarrollara sus propios poderes cuando la nube de Terrigen pasara sobre ellos.
La detonación de la bomba de Terrigen también afectó a los vástagos inhumanos llamados Bird-People, donde algunos de ellos murieron o pasaron por una segunda Terrigenesis que los convirtió en monstruos parecidos a pájaros. Algunas de las personas-pájaro mutadas tenían sus mentes intactas, como se vio cuando el Capitán América llegó a la esposa del Cuervo Rojo, Vera. Más tarde, Medusa le dice a Cuervo Rojo que ella ayudará a encontrar la manera de restaurar a la Gente Pájaro.

### Causa M-Pox
Mientras que la nube de gas de Terrigen en la atmósfera ha causado la aparición de nuevos Inhumanos, ha demostrado ser peligrosa para los mutantes. Los mutantes que están expuestos al gas se vuelven estériles y, por lo tanto, no pueden tener hijos. También pueden padecer una enfermedad degenerativa llamada "M-Pox" que eventualmente matará a los infectados. También previene la activación del X-Gene en humanos. Después de que Cyclops revelado como una ilusión telepática creada por Emma Frost, destruye una de las dos nubes de Terrigen, los X-Men deciden establecer un santuario en Limbo para evitar la peligrosa nube mientras los Inhumanos intentan limitar el daño colateral.
Después de que Beast descubra que la nube se extenderá por todo el mundo en cuestión de días y volverá inhabitable la Tierra para los mutantes durante la historia de Inhumanos vs. X-Men, Emma Frost reúne mutantes para levantarse contra los Inhumanos. Después de que Medusa descubre qué provocó este ataque, ella misma destruye la nube, sacrificando el futuro de su gente para que los mutantes vivan.

## Niebla Xerogen
Los Kree dejaron a los Inhumanos los Cristales de Xerogen para usarlos como defensa contra el creciente número de sus primos humanos. Mientras que las Nieblas de Terrigen mejoran a los Inhumanos con superpoderes, las Nieblas de Xerogen evolucionan a los humanos en Primitivas Alfa a través de un estado de Xerogénesis. El Rey Inhumano depuesto llamado The Unspoken eliminó los cristales de Attilan. Pero cuando fue desterrado, cultivó y creció los Cristales Xerogen.
Los Poderosos Vengadores lucharon y derrotaron a Unspoken y los cristales de Xerogen fueron devueltos a los Inhumanos por Quicksilver. La Reina Medusa afirmó rápidamente que los Cristales de Xerogen no existen (es decir, que nunca volverían a hablar de ellos).

## Relaciones con Terrigenesis
Cuando se desarrollaban los Inhumanos Universales, había diferentes métodos para diferentes alienígenas que eran similares a Terrigenesis:
- La anofogénesis es el proceso de inyectar una gota del agua diluida del Amphogen latente (una sustancia mutagénica) que les da a los miembros de Badoon de los Inhumanos Universales sus poderes.[11]
- La antigenosis es el proceso de consumir el néctar que florece del Árbol de Antígenos (una sustancia mutagénica) que les da a los miembros Kymellianos de los Inhumanos Universales sus poderes.[11]
- La exogenia es el proceso de inhalación de Exogen Spice (una sustancia mutagénica) que les da a los miembros de los Espectros Oscuros de Universal Inhumanos de sus poderes.[11]
- La isogénesis es el proceso de inyección del extracto de Isogen Orbs (una sustancia mutagénica) que les otorga a los miembros Centauros de los Inhumanos Universales sus poderes.[11]

## En otros medios

### Televisión

#### Acción en vivo
- Aparece esta niebla Terrigena en la serie de Agents of S.H.I.E.L.D.:
  - En la segunda temporada, tanto S.H.I.E.L.D. como Hydra luchan por la posesión de un misterioso obelisco que se encontró con un cadáver de Kree durante la Segunda Guerra Mundial. Finalmente se revela que se llama el "Divino", un artefacto Kree que petrificaría a cualquier persona sin potencial inhumano. En el episodio "What They Become", el Diviner es llevado a una ciudad subterránea de Kree para ser activado, donde se abre y revela un cristal de Terrigen que de repente libera una pequeña explosión de la Niebla Terrigena y provoca a Skye (interpretada por Chloe Bennet) y Raina (retratada por Ruth Negga) someterse a Terrigenesis.[12] En el episodio "Aftershock", Terrigenesis hace que Skye desarrolle habilidades basadas en terremotos y le dio a Raina una apariencia y presciencia cubiertas de espinas. En el episodio "Who You Really Are", un guerrero Kree le dice a S.H.I.E.L.D. que los Inhumanos fueron uno de varios experimentos llevados a cabo por una facción pícaro de Kree y que los Diviners contenían Terrigen Crystals usados para la Terrigenesis. En el episodio "Scars", la líder inhumana Jiaying (interpretado por Dichen Lachman) revela que los Inhumanos ahora pueden cultivar artificialmente Cristales Terrigen por su cuenta, pero estos nuevos cristales están mezclados con metal Diviner, haciéndolos inofensivos para los Inhumanos pero letales para los humanos. En el episodio "S.O.S.", una gran cantidad de estos cristales cae al océano. Se muestra que los peces están contaminados por estos cristales y luego se procesan en aceite de pescado y se venden en numerosas tiendas en todo el mundo.
  - A partir del comienzo de la temporada 3, en el episodio " Leyes de la naturaleza"", hubo numerosos incidentes de personas que fueron transformadas por él, y las simulaciones por computadora muestran que toda la población de la Tierra podría quedar expuesta en un período de tiempo relativamente corto.
  - La temporada 4 presenta cristales libres del metal Diviner y se utilizan para transformar al menos un potencial Inhumano sin dañar a los humanos comunes a su alrededor.
  - La temporada 5 muestra que, unas pocas décadas en el futuro de la Tierra, los Inhumanos son intercambiados como guerreros por los Kree a otros esclavistas alienígenas.

- La Niebla Terrigena aparece en Inhumans. Fue utilizado en el primer episodio donde dio alas de mariposa a Iridia y Bronaja la capacidad de ver el futuro de quien lo toca.

#### Animación
- Los Cristales Terrigen aparecen en la primera temporada de Guardianes de la Galaxia, episodio, "La Plaga Terrígena". Se muestra que están ubicados debajo de Attilan. También se muestra que hay una Plaga Terrigen que lentamente hace que los Inhumanos cultiven Cristales de Terrigen en todo su cuerpo. La plaga Terrigen también afectó a los primitivos alfa donde se cristalizaron por completo. Tanto los Inhumanos como los Alpha Primitivos se curaron cuando Star-Lord usa el CryptoCube para absorber las energías de Terrigen.
- La Niebla Terrigena u Ola Terrigena también aparece en Avengers: Ultron Revolution, donde se encarga de dar a luz a nuevos Inhumanos como Inferno y Ms. Marvel.

### Videojuegos
- Los Cristales Terrigen aparecerán en Marvel's Avengers.[13]